# Ana Pérez-Quiroga
Ana Pérez-Quiroga (Coimbra, 1960) é uma artista visual que vive e trabalha em Lisboa. É formada em Escultura pela Escola de Belas Artes da Universidade de Lisboa (FBAUL). Seu trabalho se concentra essencialmente na instalação, objetos, fotografia e performance, enquanto seus assuntos variam da vida cotidiana e seu mapeamento à importância de objetos comuns e questões de gênero.

## Percurso
Pérez-Quiroga é formada em Escultura pela Faculdade de Belas Artes da Universidade de Lisboa (FBAUL).
Concluiu o Curso Avançado de Artes Visuais no Ar.Co; possui um mestrado em Artes Visuais Intermediárias pela Universidade de Évora e doutoramento em Arte Contemporânea pelo Colégio das Artes da Universidade de Coimbra, com a tese "Breviário do Quotidiano #8_Os Regimes Acumulativos dos Objetos e as suas determinantes" (2017) . Foi bolseira da Fundação para a Ciência e Tecnologia.
É colaboradora no CHAIA - Centro de História da Arte e Pesquisa Artística da Universidade de Évora.
A sua prática tem-se centrado no encontro com objectos, assim como com situações decorridas na vida quotidiana, que são depois retirados do seu lugar de origem e recolocados num outro, normalmente no contexto artístico.
Expõe regularmente desde 1999, destacando-se exposições individuais no Museu Nacional de Arte Contemporânea - Museu do Chiado (Lisboa), Museu Nacional de Arte Antiga (Lisboa), Museu do Neo-Realismo (Vila Franca de Xira), Museu de Arte Popular (Lisboa), Arquivo Municipal Fotográfico de Lisboa, Quartel - Galeria de Arte Contemporânea (Abrantes) / Coleção Figueiredo Ribeiro e MAAT - Museu de Arte, Arquitetura e Tecnologia (Lisboa). Das exposições coletivas destacam-se as participações institucionais : Culturgest (Lisboa), Museu Nacional de Arte Contemporânea - Museu do Chiado (Lisboa), Palácio dos Duques (Guimarães), Centro de Arte (Salamanca, Espanha), Falconer Gallery (Grinnell, Iowa, EUA), China World Art Museum (Pequim, China) e Villa Savoye - Le Corbusier (Poissy, França).
Tem integrado programas de residências internacionais com bolsas da Fundação Calouste Gulbenkian, Fundação Oriente, Institut français du Portugal - Cité international des Arts, Criatório - Câmara Municipal do Porto. Foi bolseira da FCT - Fundação para a Ciência e Tecnologia entre 2013 e 2017.
O seu trabalho encontra-se presente em diversas coleções públicas e privadas, entre elas: CACE Colecção de Arte Contemporânea do Estado Português, Câmara Municipal de Lisboa, Culturgest, Fundação EDP, Museu Nacional de Arte Contemporânea - Museu do Chiado, Ar.Co - Centro de Arte e Comunicação Visual, Colecção António Cachola, Colecção Figueiredo Ribeiro, Colecção Costa Rodrigues, Colecção Vieira de Almeida.
Comissariada por João Mourão e por Nuno Ramalho, o Queer Lisboa 13 acolheu, no espaço do Cinema São Jorge, a exposição Shocking Pinks, exposição de artes plásticas dedicada à temática queer, com obras dos artistas Ana Pérez-Quiroga, André Alves, Carla Cruz + Ângelo Ferreira de Sousa, Carla Filipe, João Leonardo, Luísa Cunha e a participação especial do Colectivo CALHAU!

## Reconhecimentos e Prémios
- 2022 - Prémio Projecto Artístico Destacado, atribuído pela Fundação Millenium BCP / Drawing Room Lisboa, stand NO·NO Gallery [12][13]
- 2015 - Prémio Autores 2015, da Sociedade Portuguesa de Autores, em Artes Visuais, melhor Exposição de Artes Plásticas, com a instalação "Antes Morta que Burra".[14]

## Obra
- 1999 - Desde 1999 realiza trabalhos de  instalação, objectos, fotografia e performance e expõe regularmente em Portugal e no estrangeiro.[15]
- 1999 - “Breviário do Quotidiano #2”, no Museu do Chiado/MNAC, Lisboa;[1]
- 2004 - “Natureza-morta”, no Museu Nacional de Arte Antiga, Lisboa;[1]
- 2012 - “From:, To:, Via:”, no Museu Nogueira da Silva, Braga;[1]
- 2012 - “Obra sem senão”, no Museu do Neorealismo, Vila Franca de Xira;[1]
- 2013 - "hetero q.b." - colectiva internacional de video, no Museu do Chiado/MNAC, Lisboa[16]
- 2014 - "Antes morta que burra", apresentada no âmbito do Projeto Travessa da Ermida no MAP - Museu de Arte Popular, em Lisboa; [17]
- 2015 - “Tomara que chova”, no Convento de Cristo, Tomar;[1]
- 2016 - "Homeless Monalisa", participação na exposição colectiva produzida pelo Colégio das Artes da Universidade de Coimbra;[1]
- 2016 - Instalação "Mi casa es su casa", no Breviário do Quotidiano #8 - Lisboa, exposto no Arquivo Municipal de Lisboa. Um processo de fusão entre arte e vida com base na catalogação de objectos e mapeamento do quotidiano;[18]
- 2017 - Instalação "APQHome– MAAT", do Museu de Arte, Arquitetura e Tecnologia, em Lisboa: o uso da cortiça num espaço doméstico – composto pela casa e seus objetos – e num jardim. Após a inauguração, a artista Ana Pérez-Quiroga continuará a associar-se à instalação, organizando e preparando almoços, nos quais participa, promovendo conversas sobre arte e vida;[19]
- 2017 - “A Força das Coisas”, exposição na galeria QuARTel – Galeria de Arte Contemporânea de Abrantes. A instalação parte de uma espécie de mapa de viagens, de várias geografias – Europa, Oriente – em diálogo com o espaço expositivo e a sua própria história – o antigo Quartel dos Bombeiros Municipais de Abrantes;[20]
- 2019 - “¿De que casa eres? Los niños de Rusia. Episodios de un cotidiano”, apresentado no MUDAS - Museu de Arte Contemporânea, na Madeira, integrada na III Temporada do MUDASHOTsummer. A primeira exposição individual da artista plástica portuguesa consta de uma investigação e materialização artística sobre um fenómeno socio-político da História de Espanha: o exílio de 2895 crianças republicanas na União Soviética, devido à Guerra Civil espanhola (1936-1939);[21]
- 2019 - Representada na exposição colectiva "A metade do céu", numa selecção de obras de 60 mulheres artistas por Pedro Cabrita Reis, onde debateu a condição da mulher;[22]
- 2019 - Participação na primeira edição do "On The Line", um projeto de Carolina Trigueiros. Ana Pérez-Quiroga foi uma das 15 artistas portuguesas a estabelecer chamadas telefónicas para cabines em Lisboa, iniciando uma conversa convidava à reflexão; [23]
- 2019-2020 - Participação na exposição colectiva "O Fio Invisível – Arte Contemporânea Portugal – Macau | China”, assinalando a celebração dos 40 anos de relações diplomáticas oficiais entre Portugal e a China, e a criação da RAEM-Região Administrativa Especial de Macau, a UCCLA.[24]
- 2021 - "¿De qué casa eres? Episodios de un cotidiano. Del bando republicano de la Guerra Civil Española", na NO·NO Gallery, Lisboa; [25][26]